# Harold Connolly
Harold Vincent Connolly, detto Hal (Somerville, 1º agosto 1931 – Catonsville, 18 agosto 2010), è stato un martellista statunitense, campione olimpico ai Giochi di Melbourne 1956.
Nel corso della sua carriera fu il primo statunitense ad effettuare un lancio di oltre 200 piedi di distanza (60,92 m) e migliorò varie volte il record mondiale.

## Biografia

### Carriera sportiva
Connolly si diplomò al Boston College nel 1952 e, in seguito, frequentò l'Università della California a Los Angeles. Durante gli anni trascorsi a Boston cominciò a praticare il lancio del martello per rinforzare il braccio sinistro, leggermente lesionato dalla nascita e ulteriormente indebolito dagli infortuni patiti praticando football americano e lotta libera. Vinse dodici titoli nazionali, di cui nove outdoor e tre indoor.
Nel 1955 divenne il primo statunitense a scagliare il martello ad oltre 200 piedi. L'anno successivo conquistò l'oro ai Giochi olimpici di Melbourne e poco tempo dopo stabilì il suo primo record mondiale con 68,54 metri, primato sottratto al sovietico Michail Krivonosov, argento in Australia.
Proprio ai Giochi conobbe la discobola cecoslovacca Olga Fikotová che sposò nel 1957 e da cui ebbe un figlio, Jim. Partecipò successivamente ad altre tre edizioni dei Giochi olimpici ottenendo un ottavo, un sesto posto e infine un'eliminazione nelle qualificazioni.

### Dopo il ritiro
Dopo la fine dell'attività agonistica Connolly divenne un insegnante scolastico, dedicandosi all'organizzazione dei Giochi olimpici speciali e alla creazione di un sito internet finalizzato alla promozione del lancio del martello.
Nel 1975 divorziò dalla Fikotová e successivamente convolò a nozze con Pat Winslow, allenatrice della quattro volte campionessa olimpica Evelyn Ashford. Nel 1984 venne inserito nella National Track & Field Hall of Fame. Morì il 18 agosto 2010.

## Record mondiali
Seniores

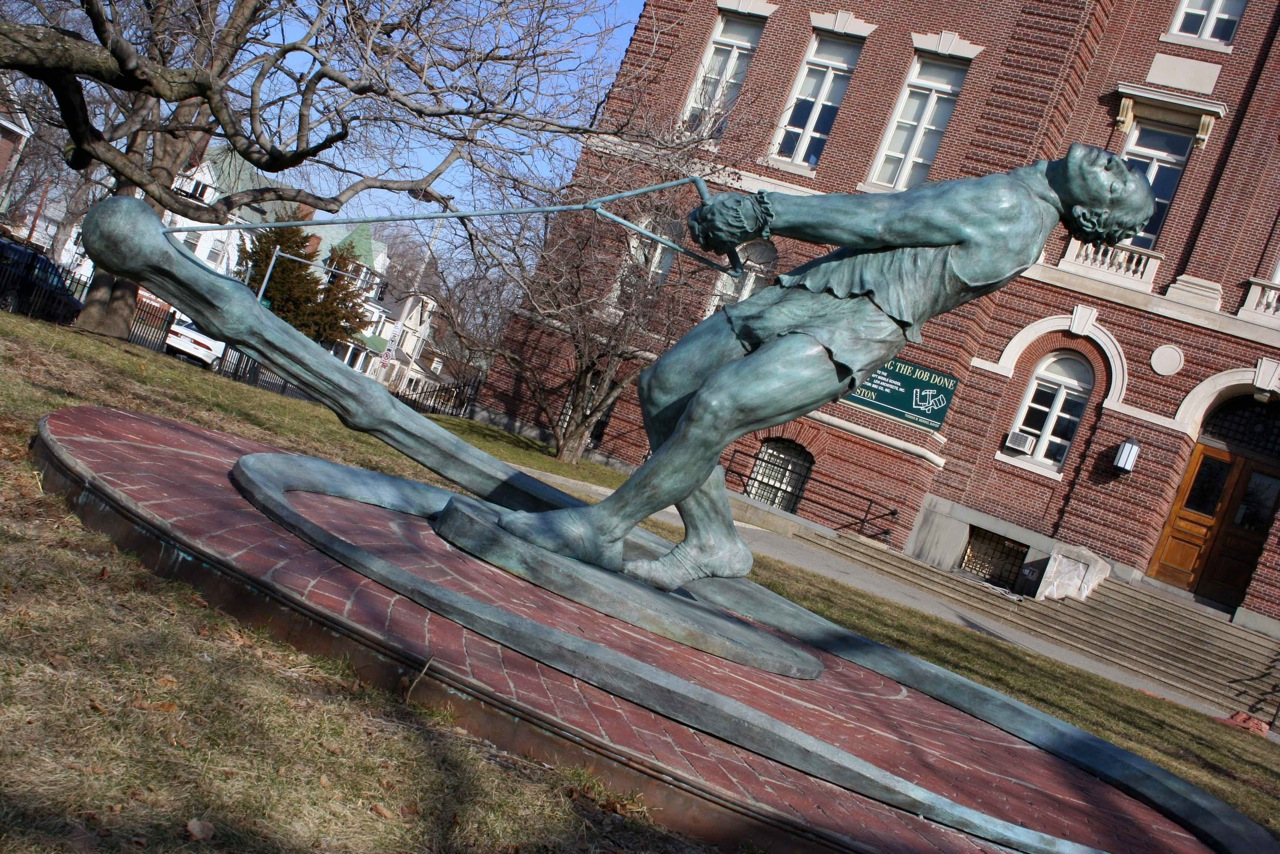
Statua raffigurante Connolly a Brighton, nel Massachusetts

- Lancio del martello: 68,54 m ( Los Angeles, 2 novembre 1956)
- Lancio del martello: 68,68 m ( Bakersfield, 20 giugno 1958)
- Lancio del martello: 70,33 m ( Walnut, 12 agosto 1960)
- Lancio del martello: 70,67 m ( Palo Alto, 21 luglio 1962)
- Lancio del martello: 71,06 m ( Ceres, 29 maggio 1965)
- Lancio del martello: 71,26 m ( Walnut, 20 giugno 1965)

## Palmarès
| Anno | Manifestazione  | Sede              | Evento              | Risultato | Prestazione | Note            |
| ---- | --------------- | ----------------- | ------------------- | --------- | ----------- | --------------- |
| 1956 | Giochi olimpici | Melbourne         | Lancio del martello | Oro       | 63,19 m     | Record olimpico |
| 1960 | Giochi olimpici | Roma              | Lancio del martello | 8º        | 63,59 m     |                 |
| 1964 | Giochi olimpici | Tokyo             | Lancio del martello | 6º        | 66,65 m     |                 |
| 1968 | Giochi olimpici | Città del Messico | Lancio del martello | 17º (q)   | 65,00 m     |                 |